# Pumbedita
Pumbedita (Pumbeditha, Pumpedita) – miasto w starożytnej Babilonii, będące wraz z Surą jednym z najważniejszych centrów badań talmudycznych.
Powstała tam ostateczna redakcja Talmudu Babilońskiego; pod koniec III w. – także akademia założona przez Judę ben Ezekiela. 
Na miejscu starożytnej Pumbedity zbudowano miasto Al Falludża.